# Imsland
Imsland is een plaats in de Noorse gemeente Vindafjord in de  provincie Rogaland. Tussen 1923 en 1965 was Imsland een zelfstandige gemeente. De gemeente ontstond toen de vroegere gemeente Vikedal in drieën werd verdeeld. In 1965 ging het grootste deel op in Vindafjord. Imsland heeft een klein kerkje, gebouwd in 1861.